# Тересва (река)
Тересва (укр. Тересва) — река в Тячевском районе Закарпатской области Украины, правый приток Тисы (бассейн Дуная); длина — 56 км, площадь бассейна 1225 км². Исток — слияние рек Мокрянки и Брустурянки вблизи села Усть-Чорна. Верхняя часть бассейна Тересвы расположена на южных склонах Горган. Далее пересекает Полонинский хребет, выходя в нижнем течении на Верхнетисинскую котловину. Долина до села Дубового преимущественно V-образная, шириной 100—400 м, на отдельных участках сужается до 30—40 м, ниже — U-образная, шириной от 0,5 км до 2 км. Пойма часто асимметричная, прерывистая (шир. изменяется от 50—200 м до 1,5 км), в нижнем течении сливается с поймой Тисы. Русло извилистое, очень разветвлённое, порожистое, есть водопады (в верхнем течении). Ширина русла от 10—20 м до 90 м. Уклон течения 6,1 м/км. Основные притоки, правые: Мокрянка, Красный, Терешилка, Лужанка, Ольховчик; левые: Тиховец, Дубовец. Питание смешанное с преобладанием дождевого; характерны паводки на протяжении года, иногда очень разрушительные. Берега на отдельных участках укреплены. В прошлом Тересва использовалась для сплава, сейчас иногда используется для водного туризма.
Вдоль всей реки была проложена узкоколейная железная дорога. Она шла от села Тересва до села Усть-Чорна и далее разветвлялась в долине мелких притоков верховьев Тересвы. Использовалась для перевозок древесины от мест вырубки до станции Тересва для дальнейшей транспортировки на деревообрабатывающие предприятия. Узкоколейкой также курсировал пассажирский поезд. Дорога в нескольких местах пересекала реку Тересву. После разрушительного паводка в 1999 году полностью вышли из строя несколько железнодорожных мостов, в том числе у с. Нересница. После этого железную дорогу не восстанавливали, а все рельсы демонтировали.